# Political Catwalk
Political Catwalk was een project van Stichting F6 bedacht door projectcoördinator Peter Paul Kleinlooh. Het project kende vier edities, 2015, 2017, 2019 en een internationale editie in Brussel in 2020 tijdens de Brussel Fashion Week.
Bij Political Catwalk gingen jongeren mode voor politici, Tweede- en Eerste Kamerleden, leden van het Europees Parlement, gemeenteraadsleden en leden van Provinciale-Staten, ontwerpen. Deze outfits showden deze politici vervolgens zelf tijdens een professionele modeshow. De eerste 2 edities werden georganiseerd tijdens de Amsterdam FashionWeek. Bekende politici die deelnamen waren onder anderen; Don Ceder (CU), Sylvana Simons (BIJ1), Tanja Jadnanansing (PvdA), Michiel Rog (CDA), Caroline Nagtegaal (VVD), Wassila Hachchi (D66), Mei Li Vos (PvdA). Ook Devika Partiman van Stem op een Vrouw deed mee in de laatste editie.
Artistiek directeur was Sepehr Magshoudi, modeontwerper en bekend van onder meer Project Catwalk. De jongeren gingen elke editie langs bij een bekende modeontwerper om inspiratie op te doen en die de jongeren advies gaf, zoals Bas Kosters, Aziz Bekkaoui en Matthijs van den Berg.